# Lígia Borges
Lígia Borges Müller Figueiredo (Rosário Oeste, 1 de março de 1904 – 5 de outubro de 1990) foi uma política brasileira.

## Biografia e carreira
Figueiredo nasceu em 1904 no distrito Bauxi, em Rosário Oeste. Ela foi uma das primeiras mulheres eleitas prefeitas no Brasil. Há vários relatos que afirmam que Figueiredo teria sido a primeira mulher eleita prefeita no Brasil, porém, de acordo com documentações oficiais, a primeira prefeita eleita no Brasil e na América Latina foi Luiza Alzira Teixeira Soriano que tomou posse no cargo em 1 de janeiro de 1929 no município de Lajes, no Rio Grande do Norte.
Lígia Figueiredo concorreu ao cargo de prefeita nas eleições de 1946, tomou posse em 1947 e encerrou sua gestão no município de Rosário Oeste em 1950. Ela obteve 451 votos contra 161 votos de seu concorrente, Paulo da Silva Modesto. Entre os feitos do mandato de Figueiredo estão: a doação de um terreno para que fosse erguido o Hospital do Amparo; a perfuração poços de água para fornecer à população, a construção da Usina Hidroelétrica do Tombador; a doação de uma área de 150 hectares para obra de construção do Posto Agropecuário do Ministério da Agricultura; a construção de pontes sobre os rios.
Lígia foi casada com José Maria de Figueiredo e teve quatro filhos, entre eles Milton Borges de Figueiredo, que também foi prefeito de Rosário Oeste.
Ela faleceu em 5 de outubro de 1990.